# Sonata para piano n.º 3 (Skriabin)

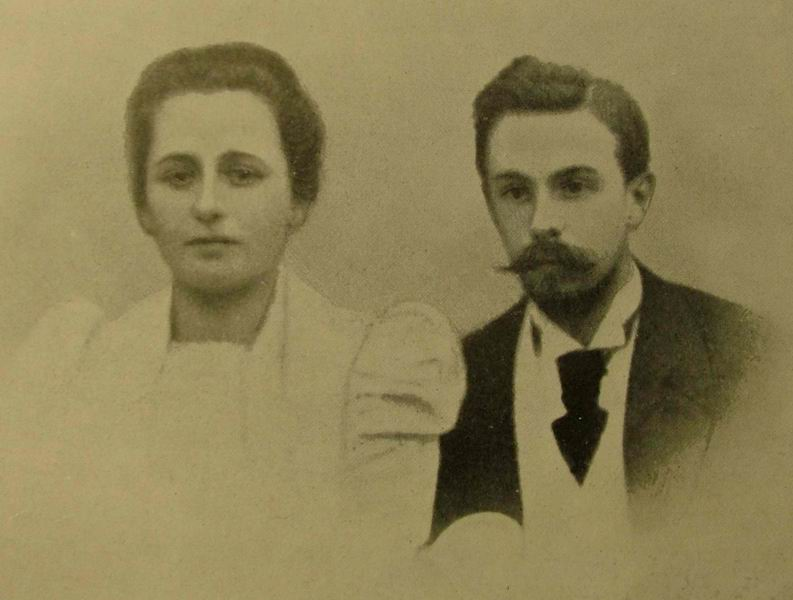
Vera & Alexandr Skriabin 1898

La Sonata para piano n.º 3 en fa sostenido menor, Op. 23, de Aleksandr Nikolaevich Skriabin fue compuesta entre 1897 y 1898. La sonata se compone de cuatro movimientos y una interpretación dura sobre 18 minutos.

## Contexto
Skriabin se había casado con una joven pianista, Vera Ivanovna Isaakovich, en agosto de 1897. Después de estrenar su Concierto para piano en Odesa, Skriabin y su esposa fueron a París, donde comenzó a trabajar en esta nueva sonata. Se dice que Skriabin llamó a la obra terminada "gótica", ya que evocaba la impresión de un castillo en ruinas.  Unos años más tarde, sin embargo, ideó el siguiente programa musical diferente para esta sonata titulado "Estados del alma":
1. Dramático: El alma, libre y salvaje, arrojada al torbellino del sufrimiento y la lucha.
2. Allegretto: Una tregua aparente e ilusoria; Cansada de sufrir, el alma quiere olvidar, quiere cantar y prosperar, a pesar de todo. Pero el ritmo ligero, las armonías fragantes son sólo una cubierta a través de la cual brilla el alma inquieta y lánguida.
3. Andante: Un mar de sentimientos, tiernos y dolorosos: amor, dolor, deseos vagos, pensamientos inexplicables, ilusiones de un sueño delicado.
4. Presto con fuoco: Desde lo más profundo del ser se eleva la voz temerosa del hombre creativo cuyo canto victorioso resuena triunfalmente. Pero aún es demasiado débil para alcanzar la cima, se sumerge, temporalmente derrotado, en el abismo del no ser. [2]

Junto con Camille Saint-Saëns, Edvard Grieg y Sergei Rajmáninov, Skriabin es uno de los pocos compositores de la época posromántica que ha dejado un legado grabado. Grabó esta sonata antes de 1912 en rollos de piano para Hupfeld-Phonola, un fabricante alemán de pianolas. Esta grabación incluye algunas desviaciones respecto a la música impresa.  Muchas de las sonatas también fueron grabadas por el yerno y adalid de Skriabin, Vladimir Sofronitsky. Otras grabaciones notables incluyen las de Vladimir Ashkenazy, Ėmil Gilels, Vladimir Horowitz, Glenn Gould, Yevgeny Kissin, Garrick Ohlsson y Burkard Schliessmann.

## Estructura y contenido
La sonata presenta un patrón típico de cuatro movimientos con una apertura en forma sonata, un scherzo ternario, un movimiento lento (nuevamente en forma ternaria) y un final en forma sonata. Además, al igual que otros compositores rusos (Chaikovski, Rajmáninov, etc.), Skriabin hace uso de la forma cíclica, en este caso refiriéndose a los movimientos I y III en el movimiento final. 

### I. Dramático
El primer movimiento está planteado en la forma sonata convencional sin repeticiones. La sonata se abre con un primer tema dramático en fa sostenido menor, con los compases 1 y 2 presentando los insistentes motivos rítmicos que impregnan esa sección. El tema es muy corto, abarca solo 8 compases y termina con una pausa en el acorde dominante. La siguiente transición de 16 compases desarrolla la temática anterior en varias explosiones violentas, divergiendo progresivamente de la tonalidad original y preparando la entrada del segundo tema.
A diferencia de la turbulenta primera sección, el segundo tema en la mayor, que comienza en el compás 24, es tranquilo y marcado cantabile. Los primeros 6 compases presentan la primera mitad de esta sección, cuyo motivo descendente inicial se reutilizará a lo largo del movimiento. La segunda parte, con un ritmo más vivo y marcado en breve, presenta un contrapunto con ambas manos.
A partir del compás 43 el segundo tema conduce a una plácida codetta, nuevamente en la mayor, que se basa en el tema inicial. Los cuatro compases iniciales modificados de la sección están escritos dos veces, primero solos y luego sobre el motivo descendente del segundo tema. Los siguientes cuatro compases ponen fin a la exposición de este movimiento.
La sección de desarrollo modulante, a partir del compás 55, vuelve al modo menor con las ideas musicales presentadas en la exposición. Al principio hay una insistente superposición de los primeros compases junto con la parte descendente del segundo tema. En el compás 77 aparece, junto al primer tema, la otra mitad del segundo tema.
Después de este desarrollo musicalmente inestable, en el compás 95 comienza la recapitulación de la forma sonata. El primer tema de ocho compases se repite en el tono original, aunque modificado para que conduzca directamente al segundo tema, sin transición entre ellos. El segundo tema también permanece sin cambios, transpuesto a la clave fundamental de fa sostenido mayor.
La coda que sigue al compás 125 se puede dividir en dos partes. La primera es una afirmación triunfante muy fuerte de la parte descendente del segundo tema. La segunda parte es una transposición exacta de la exposición de la codetta (que también presenta la misma superposición temática), que lleva todo el movimiento a un final tranquilo.

### II. Alegretto
En él las constantes repeticiones de los tresillos de semicorcheas de un estilo barroco en la parte central del Allegretto crean como un "estado de gracia" superficial.

### III. Andante
El compositor hacel uso de la forma cíclica al vincular los dos últimos movimientos con un pianissimo recordatorio del tema dramático y en la reformulación en Maestoso del tema Andante como el clímax extático del final. Otros compositores rusos como Chaikovski o Rajmáninov a menudo reiteraron el tema lírico del movimiento final como coda culminante (por ejemplo, en conciertos para piano). Skriabin muestra más audacia en su uso del tema del movimiento "lento" y esto puede haber llevado a nuevos experimentos con una condensación de la forma en las dos sonatas siguientes. El compromiso de los dos movimientos de la Sonata n. 4 parece estar estrechamente relacionado con los dos últimos movimientos de la sonata n.º 3 y el clímax del movimiento Prestissimo volando (Focondosi, jubiloso) es una versión extática del tema principal del Andante (dolcessimo). En la quinta sonata se produjo una mayor condensación en una sonata de un solo movimiento y, una vez más, el clímax (extático) es una reafirmación del tema de Languido (dolcessimo). En una interpretación de Andante de esta sonata, Skriabin supuestamente exclamó: "¡Aquí cantan las estrellas!"

### IV: Presto con fuoco
Al igual que en Wagner, los rasgos modernos de Skriabin pueden verse como el resultado del uso de medios cada vez más radicales para expresar ideas sus posrománticas. La compresión del tema final en su triple formulación final (que señala la "inmersión del alma en el abismo del no ser") ya no suena romántica.
Después de este final, de alguna manera se espera escuchar nuevamente el Drammàtico inicial del primer movimiento. Skriabin (muy dado a especulaciones teosóficas) creó un "ciclo cósmico" abriendo y cerrando la sonata con una melodía muy similar. 
Con la aparición final del tema del movimiento lento, Skriabin construye la anticipación de un gran final en fa sostenido mayor y frustra así nuestras expectativas, concluyendo la obra de una manera sombría.